# 混合淋巴反应

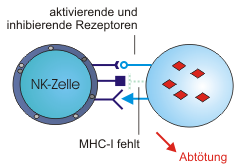

混合淋巴反应（英語：Mixed Lymphocyte Reaction，简称MLR），也称作混合淋巴细胞培养（英語：Mixed Leukocyte Culture，简称MLC），常用于器官移植前的组织配型，以测定受体和供体主要组织相容性抗原（HLA抗原）相容的程度。由于MLC中淋巴细胞接受同种异型抗原的刺激而发生活化、增殖，产生种类众多的细胞因子，促进NK、LAK和CTL等杀伤细胞的分化，因此又是免疫调节研究中常用的实验模型。

## 原理
MLR是指两个无关个体、功能正常的淋巴细胞在体外混合培养时，由于HLA II类抗原中D和DP抗原不同，可相互刺激对方的T细胞发生增殖，此为双向混合淋巴细胞培养，若将其中一方的淋巴细胞先用丝裂霉素C处理或照射使之细胞中DNA失去复制能力，但仍能刺激另一方淋巴细胞发生转化，成为单向混合淋巴细胞培养。两个个体间HLA抗原差异程度越大，反应越强烈，可通过细胞数量、形态检查或3H-TdR掺入率检测反应细胞的增殖水平。

## MLR体系中胎盘间充质干细胞的免疫抑制效应

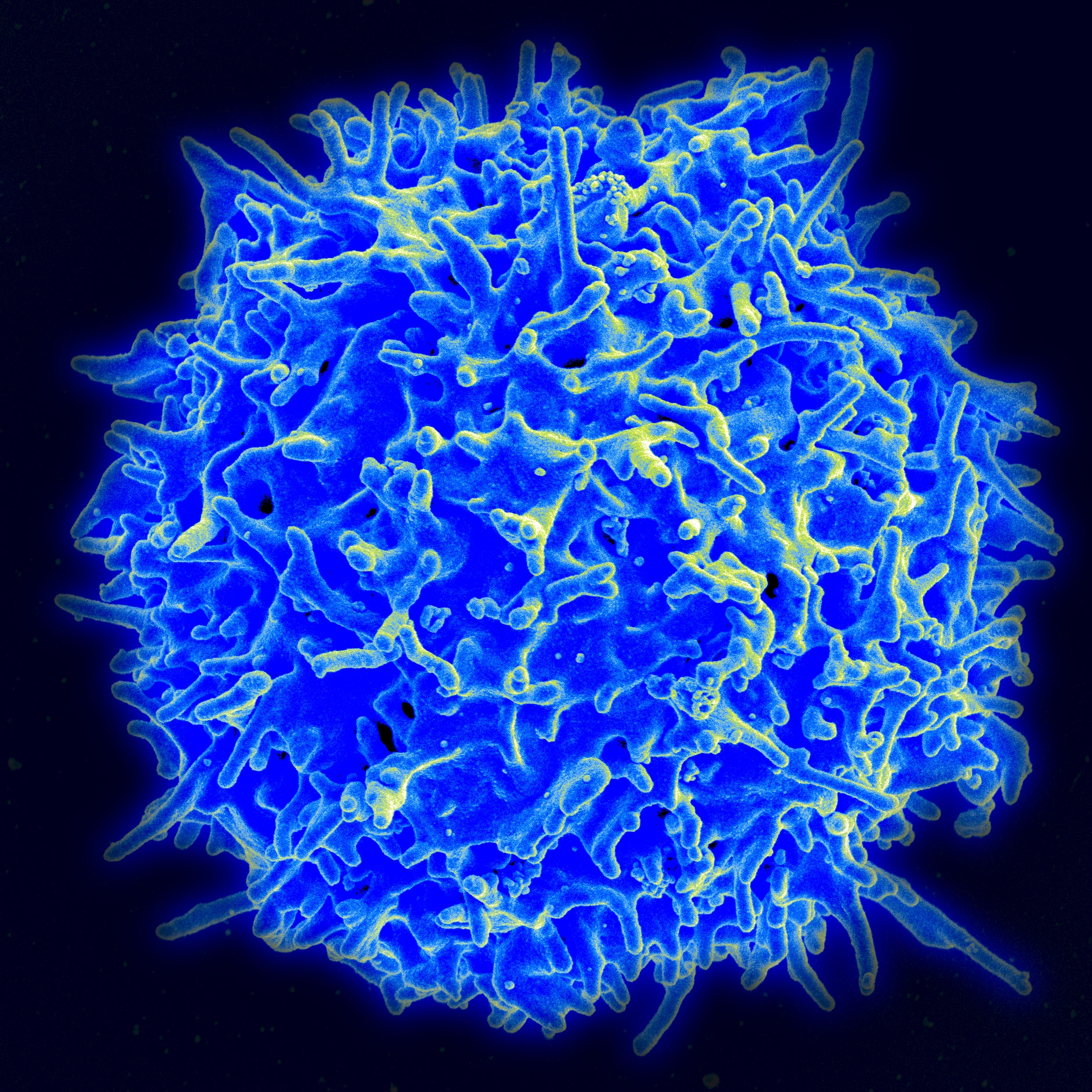

间充质干细胞（Mesenchymal stem cells,MSCs)的免疫调节作用机制复杂，可能与多种因素有关,如MSCs具有低免疫原性的特点,不表达MHC-II类分子,也不表达CD80(B7-1)、CD86(B7-2)和CD40等协同共刺激分子，因为没有有效的2个信号作用而导致T细胞无能等。